# Алиев, Мехти Микаил оглы
Мехти Микаил оглы Алиев (азерб. Mehdi Mikayıl oğlu Əliyev; р. 1 июля 1908, Зангишалы, Шушинский уезд — 31 января 1992) — советский азербайджанский хлопковод, Герой Социалистического Труда (1951).

## Биография
Родился 1 июля 1908 года в селе Зангишалы Шушинского уезда Елизаветпольской губернии (ныне Агдамский район Азербайджана).
В 1930—1968 годах бригадир и колхозник в колхозе имени Орджоникидзе Агдамского района Азербайджанской ССР. В 1950 году получил урожай хлопка 56,5 центнеров с гектара на площади 35 гектаров.
С 1968 года на пенсии.
Указом Президиума Верховного Совета СССР от 25 июля 1951 года за получение высоких урожаев хлопка в 1950 году на поливных землях Алиеву Мехти Микаил оглы присвоено звание Героя Социалистического Труда с вручением ордена Ленина и золотой медали «Серп и Молот».
Активно участвовал в общественной жизни Азербайджана. Член КПСС с 1958 года.